# Linguine

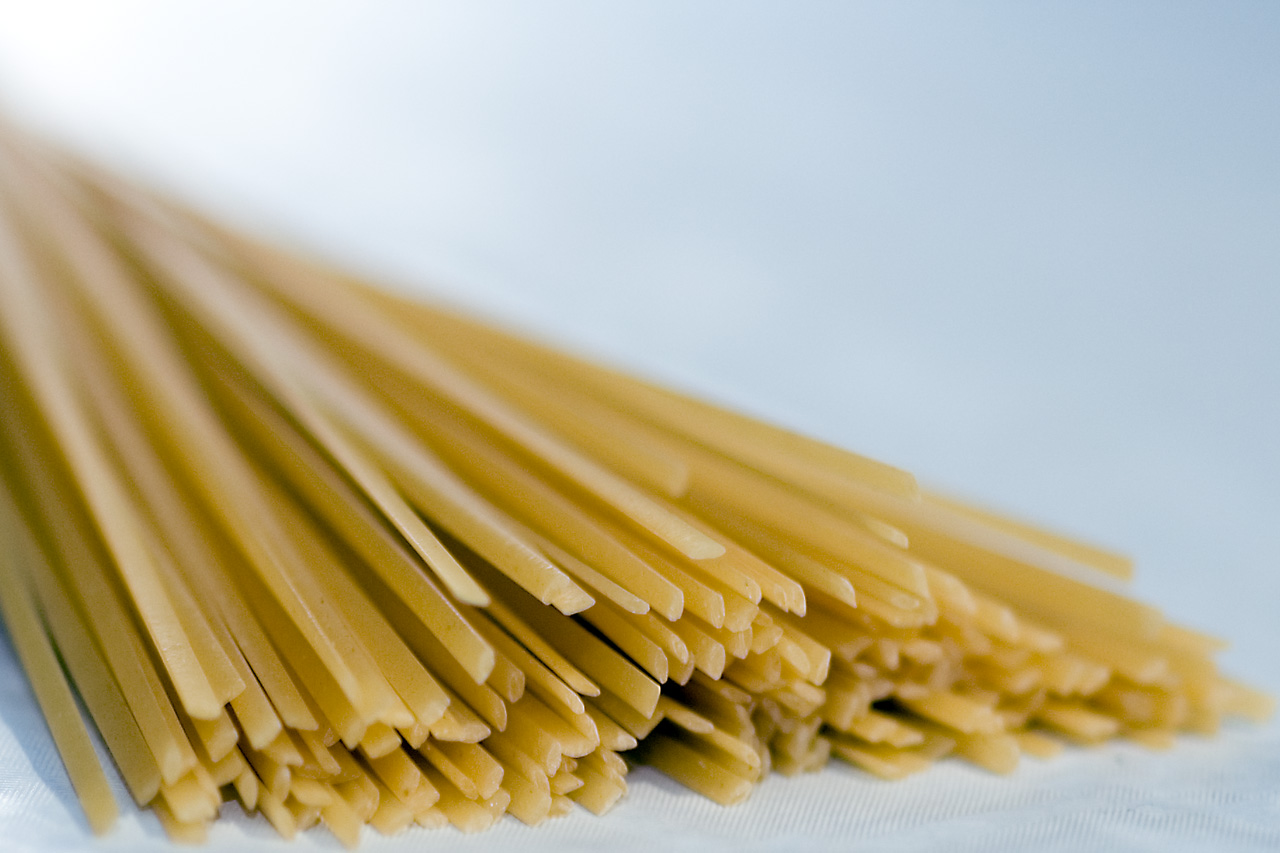
Linguine, Rohzustand

Linguine (Zünglein, italienisch lingua ‚Zunge‘) oder Linguini (die männliche Form wird auf Deutsch oft verwendet, obwohl sie  auf Italienisch nicht belegt ist) ist eine Pasta-Art, die Spaghetti ähnelt, jedoch flach ist.
Ursprünglich stammen sie aus der italienischen Region Kampanien. In der Gegend um Genua heißen sie Trenette oder auch Bavette.
Sie werden meistens mit Pesto alla Genovese serviert. Die einzelne Nudel ist in gegartem Zustand etwa vier Millimeter breit.